# Bolešín (Věstín)
Bolešín (německy Boleschin) je malá vesnice, část obce Věstín v okrese Žďár nad Sázavou. Nachází se asi 3,5 km na jihovýchod od Věstína. V roce 2009 zde bylo evidováno 49 adres. V roce 2001 zde trvale žilo 85 obyvatel.
Bolešín je také název katastrálního území o rozloze 4,79 km2.

## Název
Jméno vesnice bylo odvozeno od osobního jména Boleša nebo Bolecha, což byly domácké podoby některého jména začínajícího na Bol- (např. Bolebor, Bolemysl, Boleslav). Význam místního jména byl "Bolešův majetek". Vývoj jména v písemných pramenech: in Bolezin (1349), Bolessyn (1398), z Bolessina (1500), Bolessin (1601), Polleschin (1718), Boleschin (1720), Bolleschin (1751), Boleschin a Bolessjn (1846) Boleschin a Bolešín (1872).